# Dysponetus palaeophorus
Dysponetus palaeophorus är en ringmaskart som beskrevs av Hartmann-Schröder 1974. Dysponetus palaeophorus ingår i släktet Dysponetus och familjen Chrysopetalidae. Inga underarter finns listade i Catalogue of Life.